# Paropioxys fuscipennis
Paropioxys fuscipennis är en insektsart som beskrevs av Schmidt 1911. Paropioxys fuscipennis ingår i släktet Paropioxys och familjen Eurybrachidae. Inga underarter finns listade i Catalogue of Life.